# 戶賀崎智信
戶賀崎智信（1973年11月15日—），日本富山縣高岡市出生，在東京都成長與求學的娛樂產業從業人員，現任日本女子團體AKB48集團「客戶中心部」部長，也是握有許多AKB48與姊妹團體成員經紀權的office48經紀公司董事，與AKB48計畫（AKB48プロジェクト）的總經理。

## 簡歷
2004年7月13日，成立office48經紀公司，並擔任公司董事一職。2005年7月，开始从事AKB48的相关工作，負責AKB48劇場的物資器材采購、試鏡通知、施工方的協商洽談與成員會議等業務，直到同年12月8日劇場正式開放，並被指派為AKB48劇場經理。在成爲劇場管理者之前曾在六本木的觀光酒吧擔任店長。
2009年8月，开始从事AKB旗下姐妹團SDN48的相关工作。2010年7月，發表入籍SDN48的網誌。
2013年1月25日，於「AKB48 重溫時間 最佳曲目100 2013」的第二天演唱會上，升任為「AKB48集團總經理」。1月27日，於劇場支配人信任投票中獲得大部分Fans投以「信任」的選項，順利就任「AKB48集團總經理」。
2014年2月24日，於Zepp DiverCity Tokyo舉辦的「AKB48集團大組閣祭」中，宣布「AKB48集團總經理」改由茅野忍擔任，戶賀崎則被指派為新設立的「客戶中心部」部長。

## 人物
- 曾就讀筑波大學附屬小學（日语：筑波大学附属小学校），並自筑波大学附属中学校、高等学校畢業。昵稱爲，因爲網上「戸賀崎」的子音可以讀作「TGSK」。另外，也經營AKB48的官方Blog，Blog被稱爲。2009年11月13日，在AKB48網誌發表結婚一事[4]。
- 與AKB48初期成員峯岸南生日爲同一天，也因這個理由選擇峯岸成爲AKB成員。

## 演出

### 綜藝節目
- AKBINGO!（2008年10月8日，日本電視台）
- 週刊AKB（2009年8月7日、2010年8月13日，東京電視台）
- タイムリミット（2010年1月5日，富士電視台）
- 有吉AKB共和国（2010年6月21日，TBS電視台）

### 活動
- （2006年7月23日）
- AKB48第13張單曲選拔總選舉「向神發誓，動真格」（2009年7月8日，赤坂BLITZ）※MC
- 週刊AKB「大跳繩大會」（2010年6月6日，レモンスタジオ）

### 演唱會
- AKB48 難道說，這場演唱會的音源不會流出嗎？ （2008年11月23日，NHK Hall）- 幕後聲
- AKB48分身之術巡演／AKB104選拔成員組閣祭 （2009年8月22日 - 23日，日本武道館）
- AKB48 希望滿席祭 贊否兩論（2010年3月25日，橫濱體育館）
- AKB48「沒有驚喜」演唱會（2010年7月10日、11日，國立代代木競技場）

### 音樂錄影帶
- 偶然的十字路（飾演電影館「浪漫座位」支配人）
- 淡路島的洋蔥

## 参照
1. ↑  . 手机娱乐频道_手机新浪网. 2013-11-20  [2024-12-01]. （原始内容存档于2024-12-04） （中文）.
2. ↑  １１月２４日に向けて劇場支配人 公式ブログ 2010年09月12日付記事
3. ↑  . AKB48官方網站. 2014-02-24  [2014-02-26]. （原始内容存档于2014-03-03） （日语）.
4. ↑  【お知らせ】 （页面存档备份，存于） AKB48オフィシャルブログ〜TOKYO DOMEまでの軌跡〜2010年11月13日付記事

## 外部連結
- （日語）〜AKB48 TOKYO DOME までの軌跡〜（AKB48官方博客） （页面存档备份，存于）
- （日語）〜說起目標這回事，還沒有餘暇來考慮〜（SDN48官方博客） （页面存档备份，存于）
- （日語）劇場支配人 官方博客 - GREE （页面存档备份，存于）
- （日語）株式会社サファリ
- （日語）戶賀崎智信的X（前Twitter）